# Крюков, Иван Игнатьевич

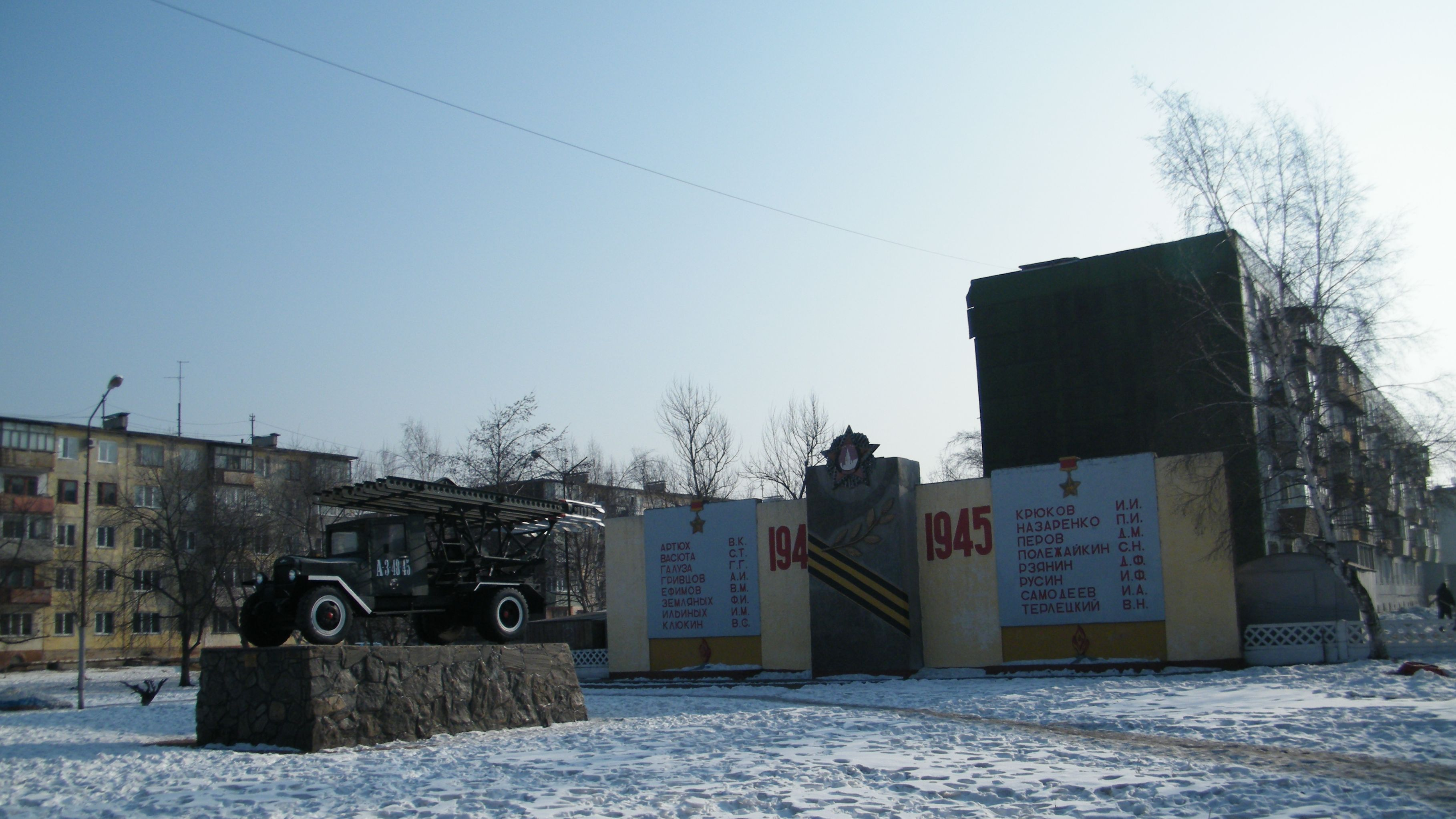
Город Уссурийск, УВВАКУ.

Иван Игнатьевич Крюков (10 января 1910 — 20 июня 1994) — ефрейтор Рабоче-крестьянской Армии, участник Великой Отечественной войны, Герой Советского Союза (1944).

## Биография
Родился 10 января 1910 года в деревне Чернова (ныне — Червенский район Минской области Белоруссии). После окончания Канского автодорожного техникума проживал и работал в Карымском районе Читинской области. В 1941 году был призван на службу в Рабоче-крестьянскую Красную Армию. С того же года — на фронтах Великой Отечественной войны. К сентябрю 1943 года ефрейтор Иван Крюков был старшим водителем 15-го отдельного моторизованного понтонно-мостового батальона 6-й понтонно-мостовой бригады Воронежского фронта. Отличился во время битвы за Днепр.
В период с 25 сентября по 8 октября 1943 года участвовал в переправе через Днепр в районе сёл Кальке и Гусеницы Бориспольского района Киевской области Украинской ССР. Когда его паром был повреждён вражеским снарядом, он оперативно устранил пробоину и продолжил выполнять боевую задачу. В общей сложности за указанный период он переправил 47 артиллерийских орудий, 3570 ящиков с боеприпасами и около 2500 бойцов и командиров.
Указом Президиума Верховного Совета СССР «О присвоении звания Героя Советского Союза генералам, офицерскому, сержантскому и рядовому составу Красной Армии» от 10 января 1944 года за «образцовое выполнение боевых заданий командования на фронте борьбы с немецко-фашистскими захватчиками и проявленные при этом отвагу и геройство» был удостоен высокого звания Героя Советского Союза с вручением ордена Ленина и медали «Золотая Звезда» за номером 2481.
После окончания войны был демобилизован. Проживал сначала в посёлке Дарасун, позднее переехал в Чернигов. 
Умер 20 июня 1994 года, похоронен на Яцевском кладбище Чернигова.
Был также награждён орденами Отечественной войны 1-й степени и Красной Звезды, рядом медалей.
Имя воина-водителя, Героя Советского Союза Крюкова И. И. увековечено на стене памяти Уссурийского высшего военного автомобильного командного училища.